# ماچارا
ماچارا (به لاتین: Machara) یک منطقهٔ مسکونی در گرجستان است که در ناحیه گولریپشی واقع شده‌است. ماچارا ۲٬۶۴۰ نفر جمعیت دارد.